# Lil Wayne
Dwayne Michael Carter, Jr. (New Orleans, Louisiana, SAD, 27. rujna 1982.), bolje poznat po svom umjetničkom imenu Lil Wayne je američki reper, tekstopisac, producent i glumac. U dobi od devet godina Wayne se priključio diskografskoj kući Cash Money Records kao najmlađi član. Wayne se pridružio grupi Hot Boys zajedno s B.G.-em, Juvenileom i Turkom. Hot Boys su debitirali 1997. godine s albumom Get It How U Live!. Wayne je najveći dio svog uspjeha stekao albumom Guerrilla Warfare iz 1999. godine. Te je godine objavio i svoj debitantski album Tha Block Is Hot koji se prodao u preko milijun primjeraka u SAD-u.
Njegova sljedeća dva albuma Lights Out iz 2000. godine i 500 Degreez iz 2002. godine nisu bila toliko uspješna (dostigli su zlatnu certifikaciju). Lil Wayne je postigao veću popularnost 2004. godine s albumom Tha Carter i singlom "Go D.J." koji se nalazi na albumu. Iste godine Wayne je sudjelovao na singlu "Soldier" grupe Destiny's Child. Godine 2005. Wayne je objavio nastavak albuma Tha Carter pod imenom Tha Carter II. U 2006. i 2007. godini Wayne je objavio nekoliko miksanih albuma i pojavio se na nekoliko popularnih hip hop i R&B singlova.
Njegov najuspješniji album, Tha Carter III objavio je 2008. godine koji je u prvom tjednu prodan preko milijun primjeraka u SAD-u. Album sadrži broj jedan singl "Lollipop", te je Wayne osvojio Grammy nagradu za najbolji rap album godine. Lil Wayne je 2010. godine objavio svoj rock album Rebirth koji je loše prihvaćen od strane kritičara. Album je na kraju osvojio zlatnu certifikaciju. U ožujku 2010. Wayne je počeo služiti zatvorsku kaznu od osam mjeseci jer je 2007. godine optužen za posjedovanje oružja. Tijekom boravka u zatvoru objavio je svoj osmi studijski album I Am Not a Human Being zajedno s glazbenicima iz diskografske kuće Young Money Entertainment.
Lil Wayne je 2005. godine osnovao vlastitu diskografsku kuću pod nazivom Young Money Entertainment. Za diskografsku kuću potpisani ugovor imaju Nicki Minaj, Drake, Lil Twist, Shanell, Mack Maine, Tyga i Cory Gunz. Lil Wayne je osim glazbene karijere i glumac. Glumio je filmovima kao što su Hurricane Season i Piranha 3D. U svojoj karijeri Wayne je bio nominiran za deset Grammy nagrada od kojih je osvojio četiri. U SAD-u je prodao preko 15 milijuna primjeraka albuma, a u svijetu 25 milijuna.

## Raniji život

### Djetinjstvo
Lil Wayne je rođen kao Dwayne Michael Carter, Jr., 27. rujna 1982. godine. Odrastao je u Hollygroveu, susjedstvu New Orleansa, Louisiane. Majka mu je bila kuharica, a rodila ga je s 19 godina. Roditelji su mu se razveli kad je imao dvije godine, a otac mu je trajno napustio obitelj. Carter je pohađao osnovnu školu Lafayette, te kasnije srednju školu Eleanor McMain gdje je pohađao dramsku sekciju.

### Počeci karijere
Svoju prvu rap pjesmu je napisao u dobi od osam godina. U ljeto 1991. godine, upoznao je Bryana Williamsa, repera i vlasnika diskografske kuće Cash Money Records. Carter je za Williamsa pjevao na njegovoj telefonskoj sekretarici, te mu je kasnije bio mentor i uključio ga u snimanje pjesama za Cash Money Records. Svoju prvu pjesmu je snimio kao suradnju s reperom B.G.-em na albumu True Story. Tada je Carter imao 11, a B.G. 14 godina. Kad je Carter napunio 13 godina, slučajno se upucao pištoljem kalibra .44, a metak je završio pet centimetara od njegovog srca. U srednjoj školi Carter je bio pohvalan učenik, ali ju je sam napustio da bi se mogao više posvetiti glazbenoj karijeri.

## Diskografija
- Tha Block Is Hot (1999.)
- Lights Out (2000.)
- 500 Degreez (2002.)
- Tha Carter (2004.)
- Tha Carter II (2005.)
- Tha Carter III (2008.)
- Rebirth (2010.)
- I Am Not a Human Being (2010.)
- Tha Carter IV (2011.)

## Filmografija

### Filmovi
| Filmovi | Filmovi           | Filmovi        | Filmovi      |
| Godina  | Film              | Uloga          | Bilješke     |
| ------- | ----------------- | -------------- | ------------ |
| 2000.   | Baller Blockin''  | Iceberg Shorty | Glavna uloga |
| 2007.   | Who's Your Caddy? | Sebe           | Manja uloga  |
| 2009.   | The Carter        | Sebe           | Glavna uloga |
| 2010.   | Hurricane Season  | Lamont Johnson | Manja uloga  |

## Vanjske poveznice
- Službena stranica
- Lil Wayne na Internet Movie Databaseu
- Lil Wayne na Twitteru
- Lil Wayne na MySpaceu
- Lil Wayne  Arhivirana inačica izvorne stranice od 11. listopada 2011. (Wayback Machine) na MTV
- Lil Wayne na Allmusicu